# Mammillaria formosa
Mammillaria formosa är en kaktusväxtart som beskrevs av Michael Joseph François Scheidweiler. Mammillaria formosa ingår i släktet Mammillaria och familjen kaktusväxter.

## Underarter
Arten delas in i följande underarter:
- M. f. chionocephala
- M. f. formosa
- M. f. microthele
- M. f. pseudocrucigera

## Bildgalleri

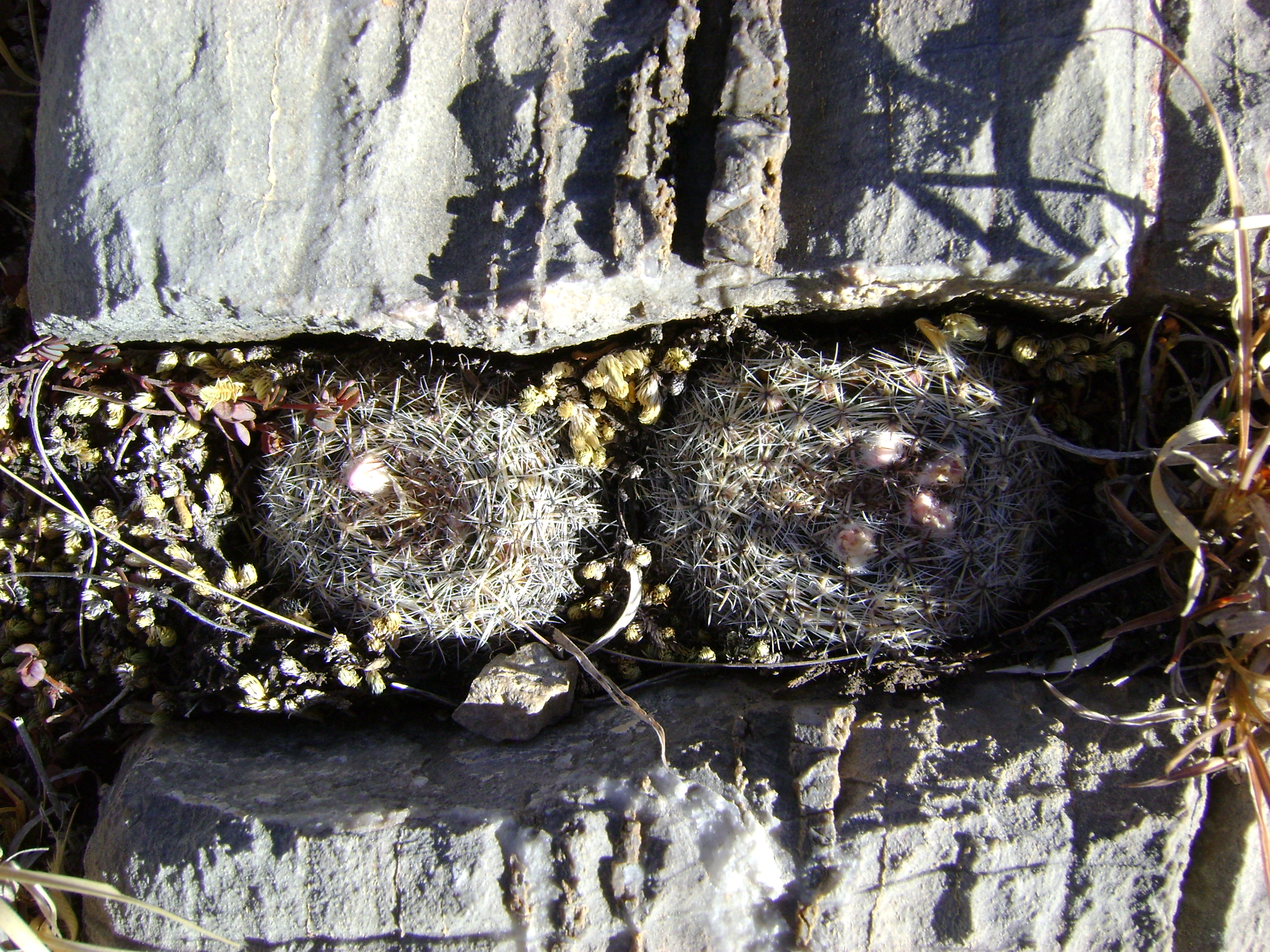
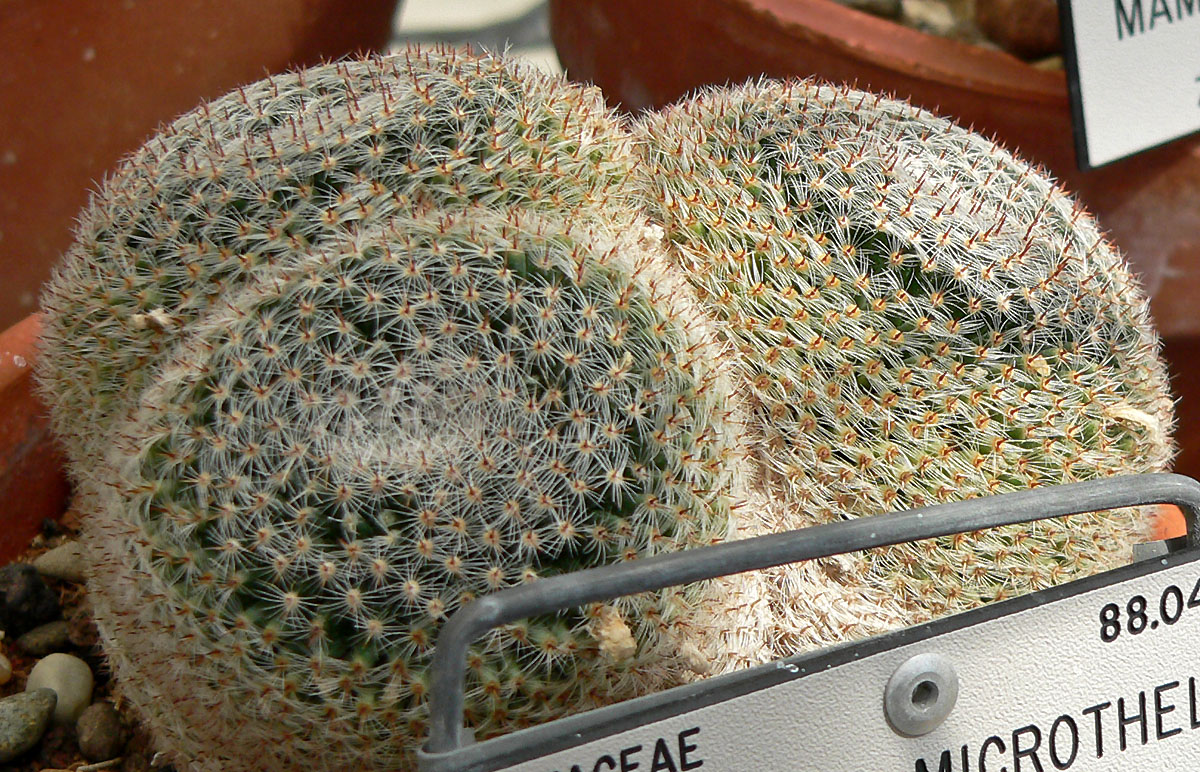
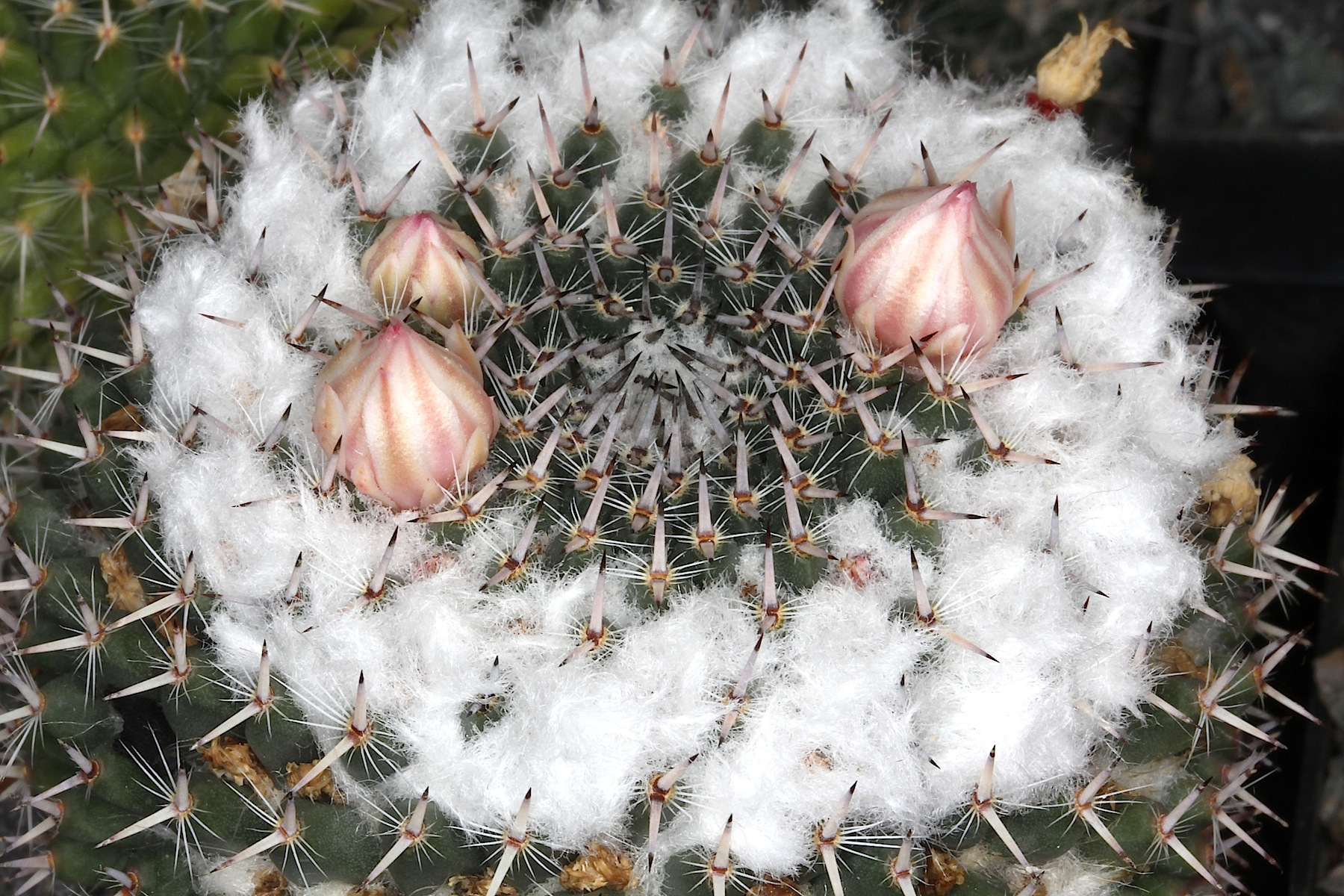
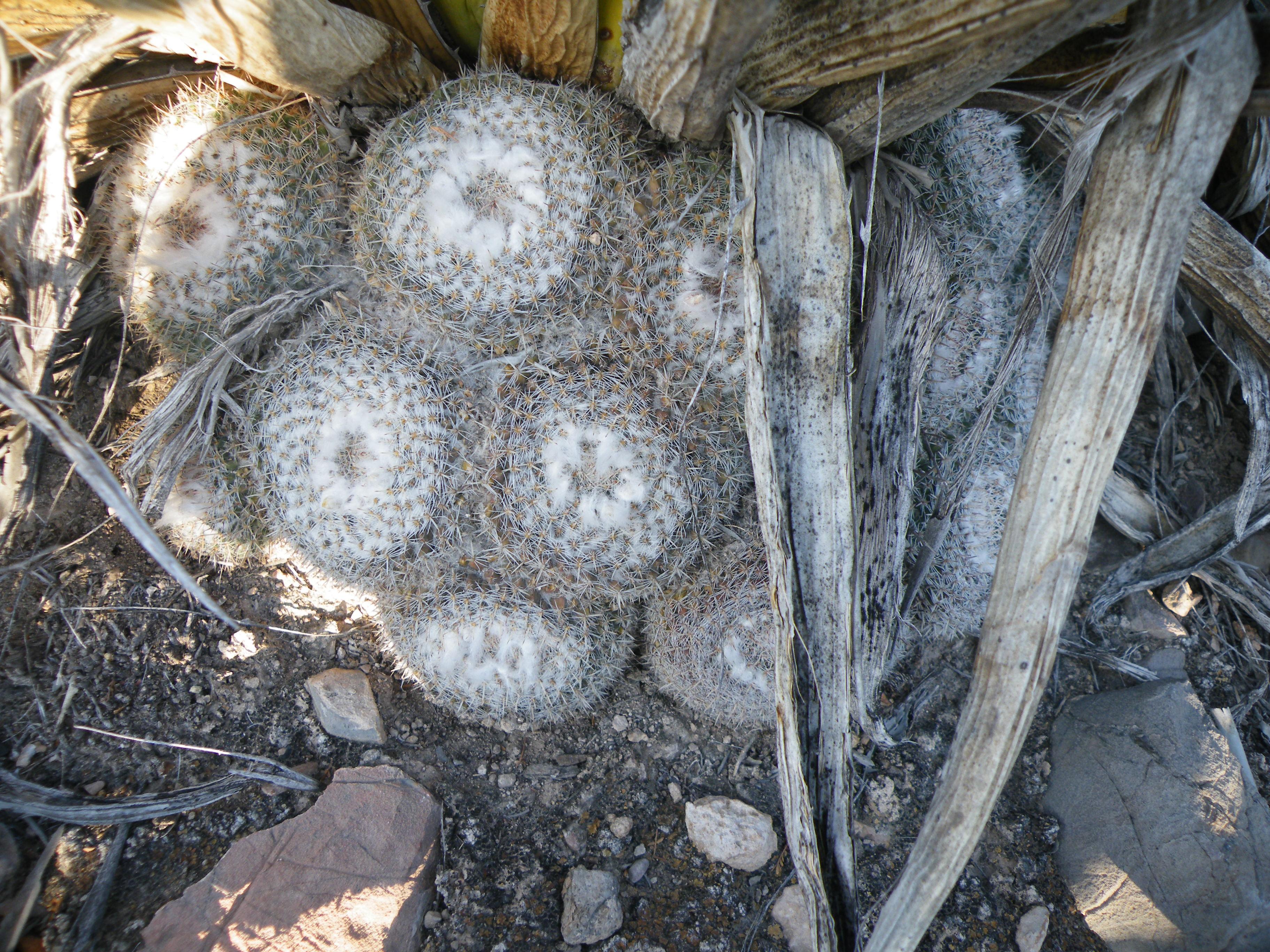
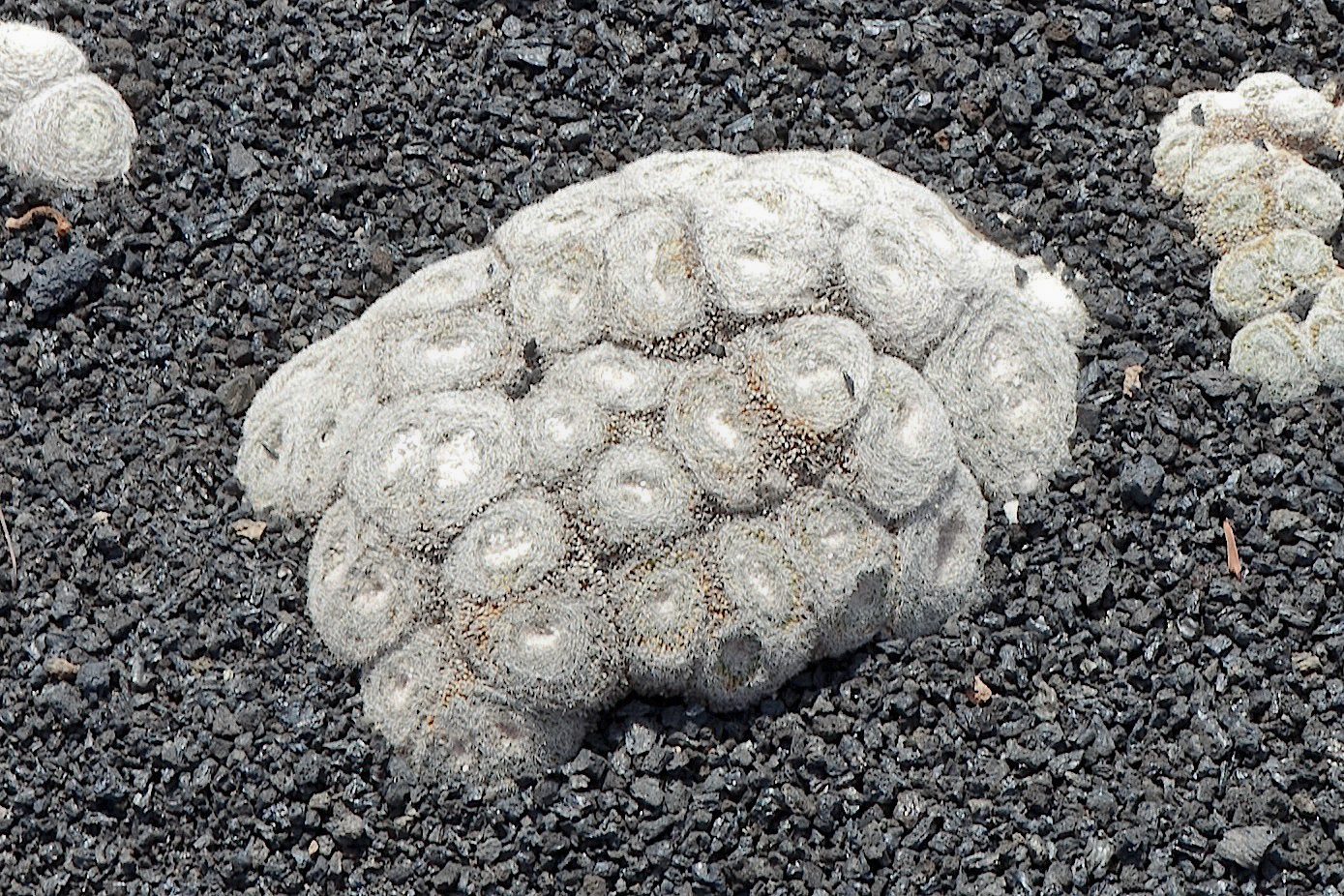
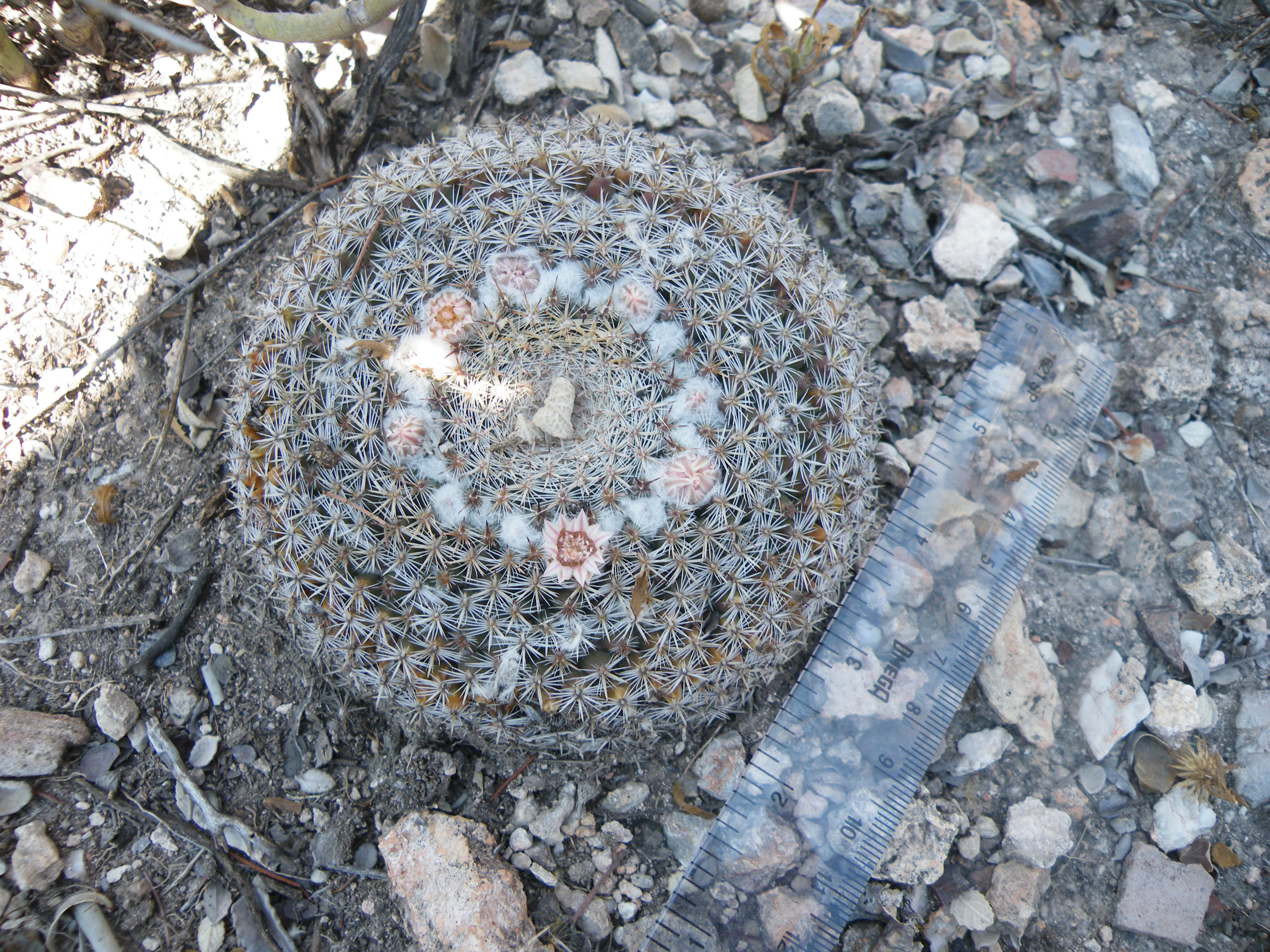